# Mohammadou Idrissou
Mohammadou Idrissou (nascut el 8 de març de 1980, a Yaoundé) és un futbolista camerunès que actualment juga per l'Eintracht Frankfurt de la 2. Bundesliga.